# Bedřich Václavek
Bedřich Václavek ( Čáslavice, 10 de enero de 1897 - Auschwitz, 5 de marzo de 1943 ) fue un crítico literario, periodista y ensayista checo.

## Biografía
Václavek nació el 10 de enero de 1897 en Čáslavice  en un entorno rural. Tras terminar el bachillerato en 1915, fue reclutado por el ejército, donde sirvió hasta el final de la Primera Guerra Mundial . Luego ingresó en la Universidad Carolina de Praga. Entre 1918 y 1923 estudió Filología Germánica y Bohemia en la Facultad de Filosofía. En 1922 viajó a Berlín y estudió allí teatro y periodismo. Después trabajó como profesor y bibliotecario en las bibliotecas estatal y universitaria de Brno. Fue miembro del grupo de artistas de vanguardia Devětsil.
Miembro del Partido Comunista de Checoslovaquia desde 1925, Václavek participó activamente en el movimiento obrero de su región. En 1933, sujeto a vigilancia policial, fue trasladado a la biblioteca universitaria de Olomouc. En 1939 se convirtió en profesor asociado de la Universidad Masaryk, pero su tesis doctoral no fue aceptada por el Ministerio de Educación. 
Después de la invasión nazi, Václavek pasó a la clandestinidad y se convirtió en uno de los líderes del Partido Comunista de Checoslovaquia, ahora prohibido. Julius Fučík lo llevó a trabajar en la redacción del periódico del partido comunista, Rudé právo. En 1942, tras la detención de Fučík, la Gestapo siguió la pista de Václavek y pronto fue arrestado. 

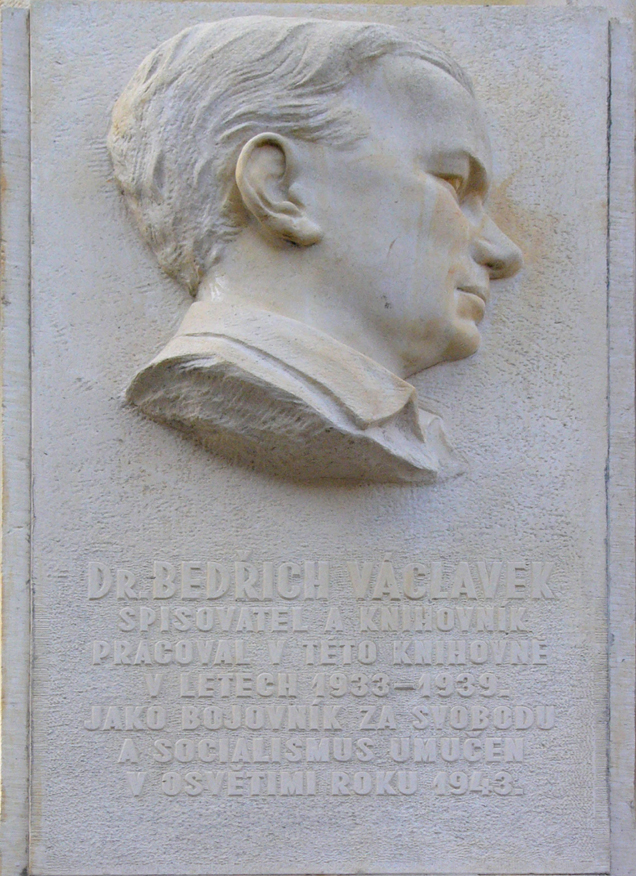
Placa conmemorativa en el edificio de la Biblioteca de Olomouc

Encarcelado en Pankrác, murió el 5 de marzo de 1943 (posiblemente asesinado por inyección letal) en el campo de concentración de Auschwitz a la edad de 46 años. 

## Obras
Bedřich Václavek fue uno de los más destacados críticos y teóricos del arte de vanguardia y de la literatura marxista checa. Analizó la estética, la crítica literaria, la cultura popular y la historia desde una perspectiva marxista. Inicialmente perteneció a los teóricos de la vanguardia y fue un representante del poetismo y del constructivismo pero en la década de 1930 se convirtió en un defensor del realismo socialista . Representó una visión sintética y dinámica del realismo socialista como síntesis del arte de vanguardia y proletario con relaciones activas con la vida. También se dedicó a las cuestiones noéticas en el arte. 

### Libros
- Od umění k tvorbě, 1928, 1949
- Poesie v rozpacích, 1930
- Česká literatura XX. století, 1935, 1947, 1974
- Tvorbou k realitě, 1937, 1946
- Písemnictví a lidová tradice, 1938, 1947
- Lidová slovesnost v českém vývoji literárním, 1940
- Deset týdnů, 1946, 1958
- O české písni lidové a zlidovělé, 1950
- Tvorba a společnost, 1961
- Literární studie a podobizny, 1962
- O lidové písni a slovesnosti, 1963
- Knihy z Ruska a o Rusku, 1965
- Tradice a modernost, 1973
- Kritické stati z třicátých let, 1975
- Juvenilie, 1978
- Ruská revoluce a literatura, 1980
- Tvorba a skutečnost, 1980
- Korespondence Bedřich Václavek  s Hanou Humlovou, 1983.